# Julio García Vico
Julio García Vico (Cadix, 1992) est un chef d'orchestre et pianiste espagnol.
Vico est lauréat du Concours de direction Donatella Flick 2021, du Prix des chefs d'orchestre allemands 2019, du Prix de l'opéra et du Prix du public. Il est membre du Forum des directeurs du Conseil allemand de la musique depuis 2018. En 2022, il est élu par la RTVE. parmi les quatre meilleurs artistes internationaux de moins de 30 ans

## Source
- (de) Cet article est partiellement ou en totalité issu de l’article de Wikipédia en allemand intitulé « Julio García Vico » (voir la liste des auteurs).